# Ichneumon pseudovivax
Ichneumon pseudovivax är en stekelart som beskrevs av Heinrich 1961. Ichneumon pseudovivax ingår i släktet Ichneumon och familjen brokparasitsteklar. Inga underarter finns listade i Catalogue of Life.